# Manuela Carmena
Manuela Carmena Castrillo (Madrid, 9 de febrero de 1944) es una abogada laboralista, magistrada, jueza emérita y política española que fue alcaldesa de Madrid desde el 13 de junio de 2015 hasta el 15 de junio de 2019. Anteriormente a su entrada en la política municipal, también ejerció de vocal del Consejo General del Poder Judicial entre 1996 y 2001.

## Biografía

### Primeros años y formación
Nació el 9 de febrero de 1944 en Madrid, en la zona de la Dehesa de la Villa. Con unos antecedentes familiares de comerciantes tanto por el lado materno como por el paterno, su padre Carmelo —procedente de Toledo— regentó una camisería en la esquina de la Gran Vía con la calle Chinchilla; su madre trabajó como cajera de la camisería. Fue alumna en el colegio francés de las Damas Negras. Trabajó durante su período como estudiante en una fábrica de mermeladas del Servicio Universitario del Trabajo (SUT). Comenzó sus estudios de derecho en la Universidad de Madrid, pero, expedientada por sus actividades en movimientos estudiantiles democráticos, obtuvo finalmente el título de licenciatura en 1965 en la Universidad de Valencia, año en que ingresó en el Partido Comunista de España (PCE). Se casó en 1967 con el arquitecto Eduardo Leira Sánchez, con el que ha tenido dos hijos, Eva y Manuel. Se ha declarado agnóstica y desde los años setenta reside en el barrio de Portugalete del distrito madrileño de Hortaleza.
Ocupó el número 23 de la lista electoral del PCE por Madrid en las elecciones generales de 1977. Fue defensora de los obreros y detenidos durante la dictadura de Francisco Franco, ejerciendo ante el Tribunal de Orden Público. También fue cofundadora del despacho laboralista en el que se produjo la matanza de Atocha de 1977.

### Carrera judicial
Tras abandonar la militancia en el PCE, Carmena comenzó a ejercer en la carrera judicial en enero de 1981, siendo su primer destino Santa Cruz de La Palma, en la isla de La Palma. Ya como jueza luchó contra las «corruptelas» existentes en los juzgados y en 1986 recibió el Premio nacional de los Derechos Humanos.
Fue jueza de vigilancia penitenciaria y titular del Juzgado de Vigilancia Penitenciaria número 1 de Madrid, elegida juez decana de Madrid en 1993. Formó parte del tribunal sentenciador del caso Tabacalera en 2009. En 1996 fue nombrada por el Senado vocal del Consejo General del Poder Judicial a propuesta de Izquierda Unida y fue una de las fundadoras de la asociación progresista Jueces para la Democracia. Carmena fue presidente-relatora del Grupo de Trabajo sobre Detención Arbitraria de la Organización de las Naciones Unidas. Como miembro de dicho órgano visitó las Repúblicas de Colombia, Guinea Ecuatorial, Honduras, Nicaragua y Sudáfrica, entre otros países.

### Retirada de la carrera judicial
Jubilada de la judicatura desde 2010, en septiembre de 2011 fue nombrada asesora del Gobierno vasco de Patxi López en el campo de atención a las víctimas de abusos policiales. Carmena fue también miembro del Patronato de la Fundación Alternativas, un laboratorio de ideas próximo al PSOE. Decidió abandonar la jubilación para fundar  Yayos Emprendedores, empresa comercializadora de creaciones realizadas por presos que no reparte beneficios y destina todos sus ingresos a los sueldos de presos y trabajadores, gasto de materiales y reinversión en el propio proyecto social.

### Alcaldesa de Madrid

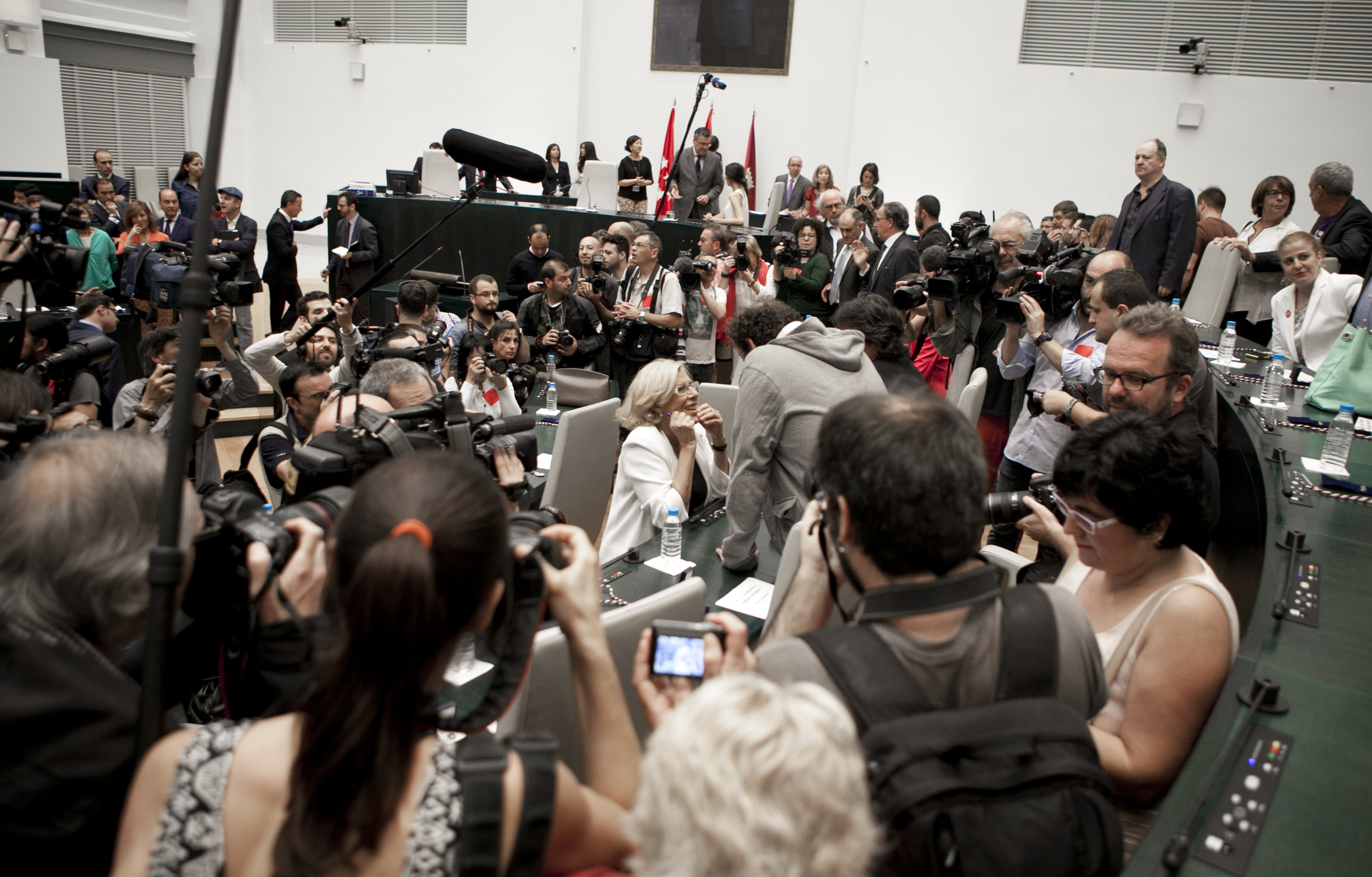
Carmena en la cámara del pleno del Palacio de Comunicaciones, el día de su investidura como alcaldesa.

En 2015 se presentó como candidata a las primarias de la candidatura Ahora Madrid para las elecciones municipales de 2015 en Madrid de ese mismo año; y fue elegida cabeza de lista con un 63 % de los votos. El 24 de mayo, la lista que encabezaba obtuvo alrededor de un 31,85 % de los votos y 20 concejales, quedando en segundo lugar por detrás de la lista del Partido Popular (21 concejales), encabezada por Esperanza Aguirre. 
Tras anunciarse dos días antes del pleno de constitución de la nueva corporación municipal el alcance de un acuerdo entre Ahora Madrid y los nueve concejales electos del PSOE madrileño, liderados entonces por Antonio Miguel Carmona, Manuela Carmena fue investida alcaldesa con la mayoría absoluta de los votos de los concejales (29 de 57) en la sesión constitutiva celebrada el 13 de junio de 2015. Así, fue, junto a Ada Colau, elegida ese mismo día alcaldesa de Barcelona, una de las caras más visibles de la política del cambio, siendo conocidas ambas alcaldesas como «las alcaldesas del cambio», al estar al frente de los dos consistorios más importantes de España dos mujeres de ideología progresista y de renovación política. Además, se convirtió en la primera mujer en ser elegida alcaldesa de Madrid tras unas elecciones municipales.
En septiembre de 2018 anunció su intención de aspirar a una nueva investidura como alcaldesa al frente de una candidatura electoral para las municipales de mayo de 2019. En noviembre de 2018 presentó la plataforma Más Madrid como base para la candidatura electoral.
| Titular             | Cargo desempeñado (2015-2019)                                                     |
| ------------------- | --------------------------------------------------------------------------------- |
| Manuela Carmena     | Alcaldesa                                                                         |
| Marta Higueras      | Primera Teniente de Alcalde y Delegada en Equidad, Derechos Sociales y Empleo     |
| Ignacio Murgui      | Segundo Teniente de Alcalde y Delegado en Coordinación Territorial y Asociaciones |
| Mauricio Valiente   | Tercer Teniente de Alcalde y Delegado en Coordinación Territorial y Asociaciones  |
| Rita Maestre        | Portavoz, Coordinación de la Junta de Gobierno y Relaciones con el Pleno          |
| Carlos Sánchez Mato | Delegado de Economía y Hacienda.                                                  |
| Javier Barbero      | Delegado de Salud, Seguridad y Emergencias                                        |
| Pablo Soto Bravo    | Delegado de Participación Ciudadana, Transparencia y Gobierno Abierto             |
| Inés Sabanés        | Delegado de Medioambiente y Movilidad                                             |
| Guillermo Zapata    | Delegado de Cultura y Deportes                                                    |

En las elecciones municipales del 26 de mayo de 2019 la lista de Más Madrid que encabezó fue la candidatura más votada (con 19 concejales). Carmena se presentó a la investidura; no obstante, en virtud de un pacto entre el Partido Popular, Ciudadanos y Vox, José Luis Martínez-Almeida fue investido alcalde en la sesión de constitución de la nueva corporación celebrada el 15 de junio de 2019. Dos días después, el 17 de junio, Carmena renunció a su acta de concejala.

### Después de su renuncia como concejala
En septiembre de 2019 ejerció de pregonera de las Fiestas de la Merced de Barcelona.
En enero de 2021 intervino en el programa Las cosas claras de RTVE, donde habló, entre otras cosas, de "las mentiras sistemáticas que deforman la realidad social".
En 2024 participó en el concurso de televisión de Antena 3 Mask Singer: adivina quién canta, bajo la máscara de Patito de goma.

## Libros publicados
- Crónica de un desorden: Notas para reinventar la Justicia (Alianza Editorial, 1997)
- Por qué las cosas pueden ser diferentes: Reflexiones de una jueza (Ed. Clave Intelectual, 2014)
- A los que vienen (Ed. Aguilar, 2019)
- Cuentos para soñar un mundo mejor (Ed. Península, 2020)
- La joven política (Ed. Península, 2021)
- Imaginar la vida: Cuatro décadas transformando lo público (Ed. Península, 2025)

## Reconocimientos
- Gran Cruz de la Orden de San Raimundo de Peñafort (11/01/2002).[43][44]
- Gran Cruz de la Orden El Sol del Perú (30/12/2015).[45][46]
- Gran Cruz de la Orden del Mérito (15/04/2018).[47]

## En la cultura popular
- El personaje de Manuela Carmena fue protagonista, junto a Paquita Sauquillo, Cristina Almeida y Lola González Ruiz, de la serie de televisión Las abogadas (2024), que recoge la historia de lucha durante su periodo como abogadas laboralistas durante la dictadura franquista en España.[48]